# راز یک خزان
راز یک خزان یک مجموعه تلویزیونی محصول سال ۱۳۷۷ به کارگردانی فرامرز باصری، نویسندگی جمال خلیلی و تهیه‌کنندگی می‌باشد که از برنامه سیمای خانواده شبکه یک پخش شد. زیبا، مددکار یکی از مراکز کمیته امداد خمینی است که کودکی اش را نیز در آنجا گذرانده‌است. مردی به نام امیر با وی آشنا می‌شود و پس از مدتی آن دو با هم ازدواج می‌کنند اما به علت اینکه زیبا، پدر و مادر نداشته و در خوابگاه کمیته امداد بزرگ شده‌است مدام با مخالفت‌های مادر امیر روبرو می‌شوند و همین مسئله از نظر روحی برای زیبا آزاردهنده است. در طی یک حادثه اتومبیل، امیر حافظه اش را از دست می‌دهد و همه افراد خانواده قصد کمک به او را دارند. در پایان با شبیه‌سازی زمانی که زیبا از پله‌های آپارتمانی پرتاب می‌شود و از امیر کمک می‌خواهد، وی گذشته را به یاد می‌آورد.

## بازیگران
- گیتی معینی
- محمدعلی ورشوچی
- سیدجواد هاشمی
- افسانه خلیلی
- شقایق پورشیروانی
- اکبر قدمی
- پروین میکده
- پریدخت اقبالپور
- تاجیه غبیشاوی
- توران قادری
- ساناز سماواتی
- سمیرا سیاح
- سوزان مهدیون
- شاپور بخشایی
- عزت‌الله جامعی
- علی طالب‌لو
- کاظم بلوچی
- کیومرث ملک‌مطیعی
- گیتی ساعتچی
- ناصر آقایی
- نهال موسیقی